# Морріс (Оклахома)
Морріс (англ. Morris) — місто (англ. city) в США, в окрузі Окмалгі штату Оклахома. Населення — 1299 осіб (2020).

## Географія
Морріс розташований за координатами 35°36′19″ пн. ш. 95°51′43″ зх. д. / 35.60528° пн. ш. 95.86194° зх. д. (35.605205, -95.862057).  За даними Бюро перепису населення США в 2010 році місто мало площу 2,99 км², з яких 2,85 км² — суходіл та 0,14 км² — водойми.

## Демографія
Згідно з переписом 2010 року, у місті мешкало 1479 осіб у 532 домогосподарствах у складі 396 родин. Густота населення становила 494 особи/км².  Було 576 помешкань (192/км²).
Расовий склад населення:
| - 65,5 % — білих - 27,3 % — корінних американців - 0,7 % — чорних або афроамериканців - 0,1 % — вихідців з тихоокеанських островів - 0,1 % — азіатів |

До двох чи більше рас належало 6,1 %. Частка іспаномовних становила 2,4 % від усіх жителів.
За віковим діапазоном населення розподілялося таким чином: 31,6 % — особи молодші 18 років, 56,5 % — особи у віці 18—64 років, 11,9 % — особи у віці 65 років та старші. Медіана віку мешканця становила 31,3 року. На 100 осіб жіночої статі у місті припадало 90,3 чоловіків;  на 100 жінок у віці від 18 років та старших — 85,3 чоловіків також старших 18 років.
Середній дохід на одне домашнє господарство  становив 51 838 доларів США (медіана — 42 727), а середній дохід на одну сім'ю — 58 408 доларів (медіана — 51 406). Медіана доходів становила 46 458 доларів для чоловіків та 29 779 доларів для жінок. За межею бідності перебувало 18,0 % осіб, у тому числі 21,0 % дітей у віці до 18 років та 19,4 % осіб у віці 65 років та старших.
Цивільне працевлаштоване населення становило 669 осіб. Основні галузі зайнятості: освіта, охорона здоров'я та соціальна допомога — 30,8 %, роздрібна торгівля — 14,3 %, виробництво — 12,1 %, публічна адміністрація — 9,9 %.